# Coelioxys frieseana
Coelioxys frieseana är en biart som beskrevs av Holmberg 1916. Coelioxys frieseana ingår i släktet kägelbin, och familjen buksamlarbin. Inga underarter finns listade i Catalogue of Life.